# Jagdsäule (Marienberg)

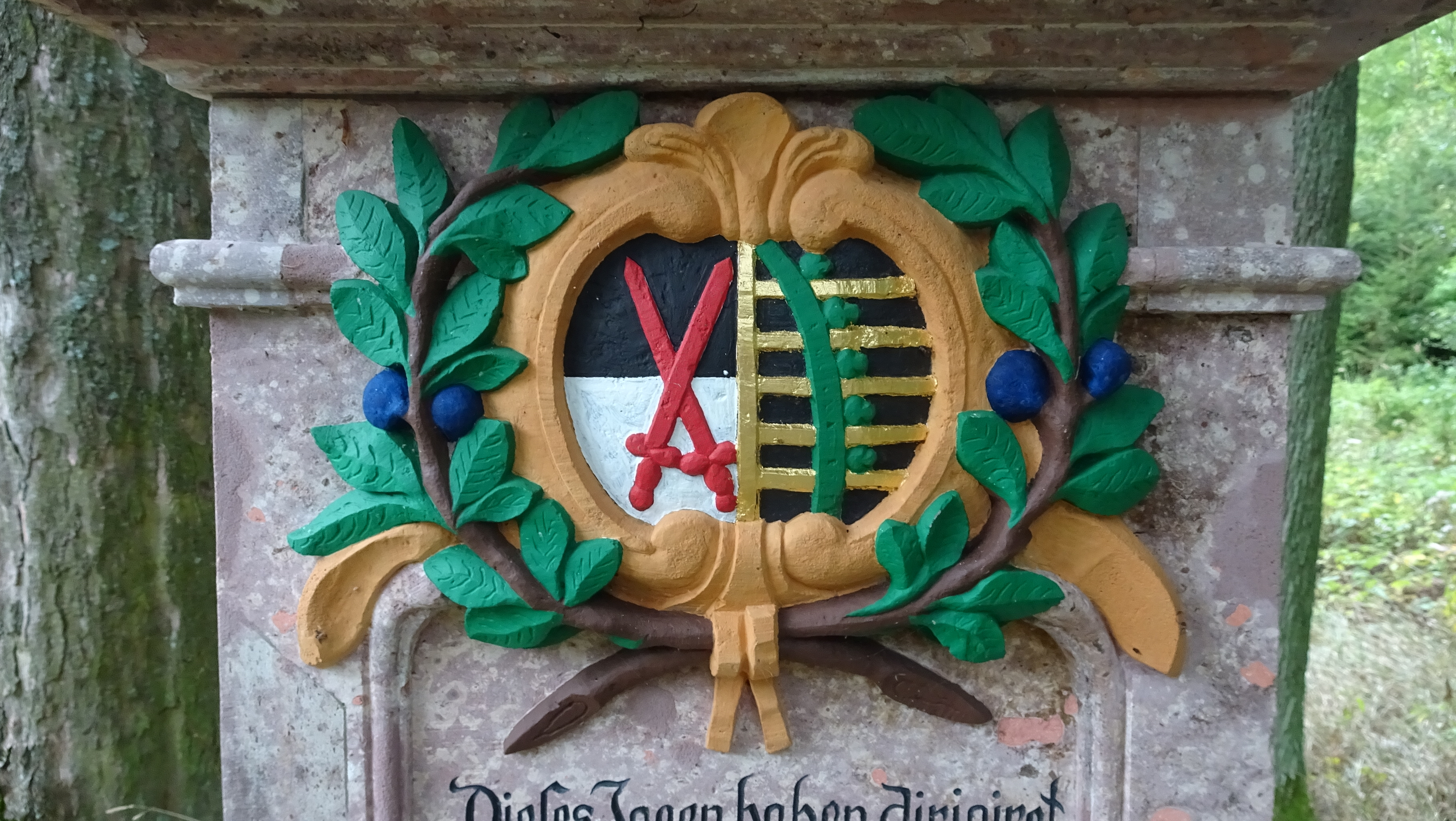
Wappen des Kurfürstentums Sachsen auf der Jagdsäule bei Marienberg

Die Jagdsäule bei Marienberg berichtet von der mehrtägigen Jagd im September 1773, die der damalige sächsische Kurfürst Friedrich August III. und spätere König Friedrich August I. mit Ehefrau, Mutter und Gefolge veranstaltete.

## Lage
Die Jagdsäule steht im Reiterwald an der B 174 Marienberg – Reitzenhain, etwa 1,1 km südlich des Abzweigs Marienberg-Süd, am östlichen Straßenrand.

## Zustand
Die Säule wurde 1826, 1904, 1927 und 1956 restauriert, teilweise unfachmännisch. Schäden an mehreren Stellen erschwerten die Lesbarkeit mancher Beschriftungen. Im Oktober 2017 wurde die Säule abgebaut, restauriert und Mitte 2019 wieder aufgestellt. Im Winter wird durch die Forstverwaltung ein dichter Holzkasten über die Säule gestülpt, als Schutz vor Witterungseinflüssen.

## Beschreibung
Die Säule ist quadratisch, Kantenlänge des Sockels 71 cm, Schaft 56 cm, Kapitell 85 cm. Der Kurfürstenhut auf dem Kapitell hat 40 cm Durchmesser; die Gesamthöhe beträgt 190 cm.
Auf allen vier Seiten ist das laubumkränzte kursächsische Wappen angebracht: links die Kurschwerter (=Reichsrennfahne) und rechts die schwarz-goldenen Balken mit Laubkranz.

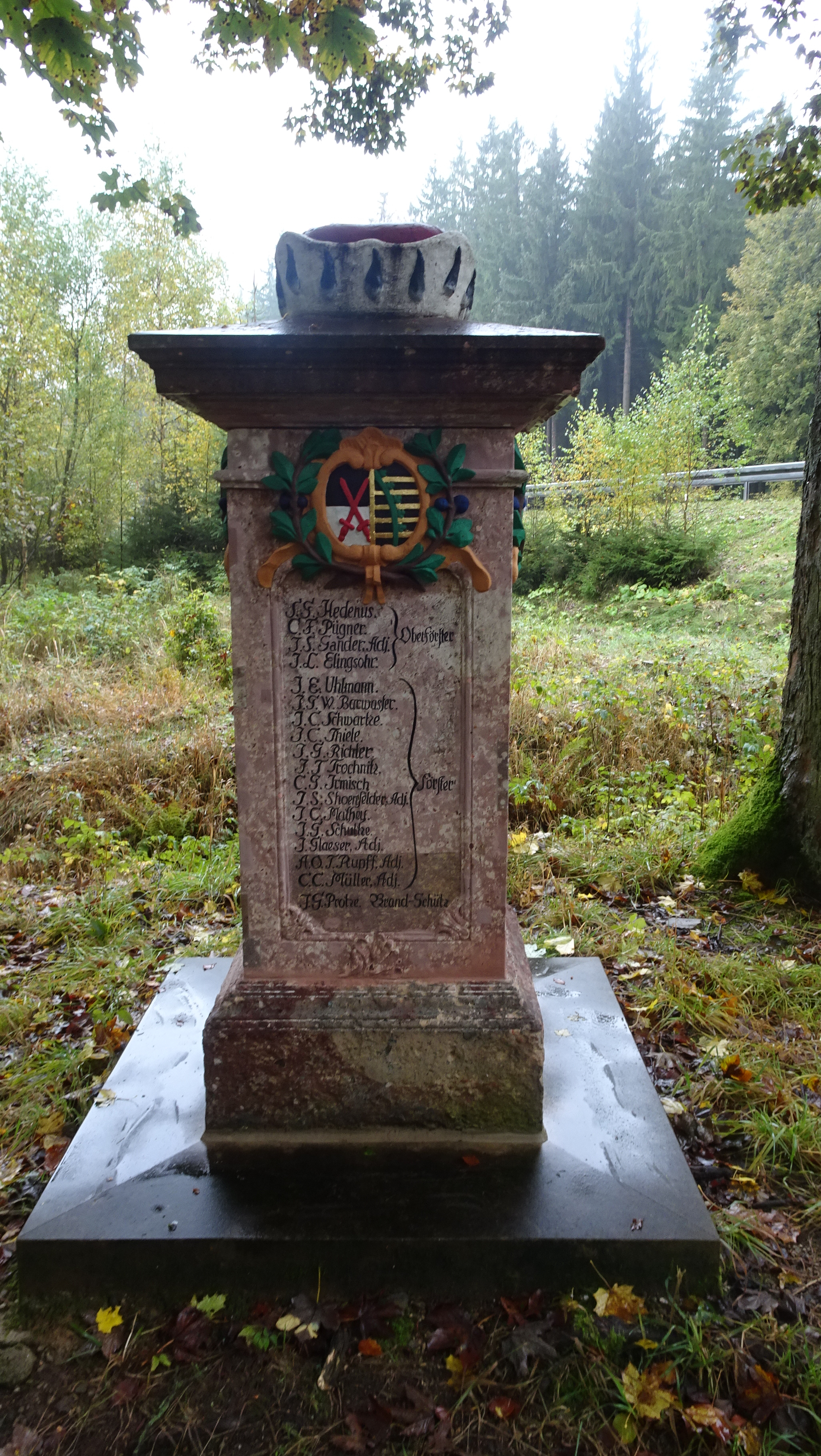
Jagdsäule bei Marienberg, Nordseite
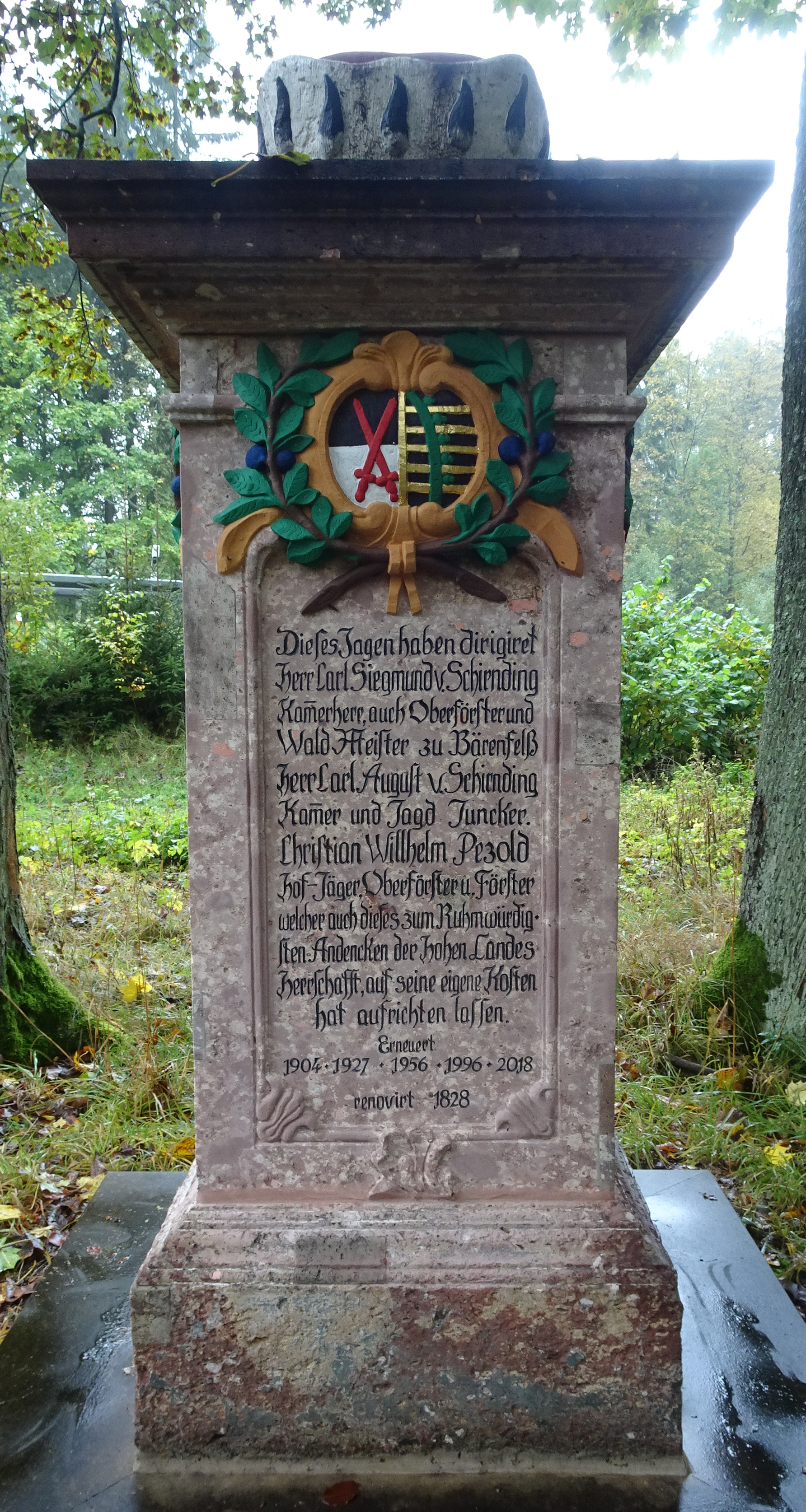
Jagdsäule bei Marienberg, Ostseite
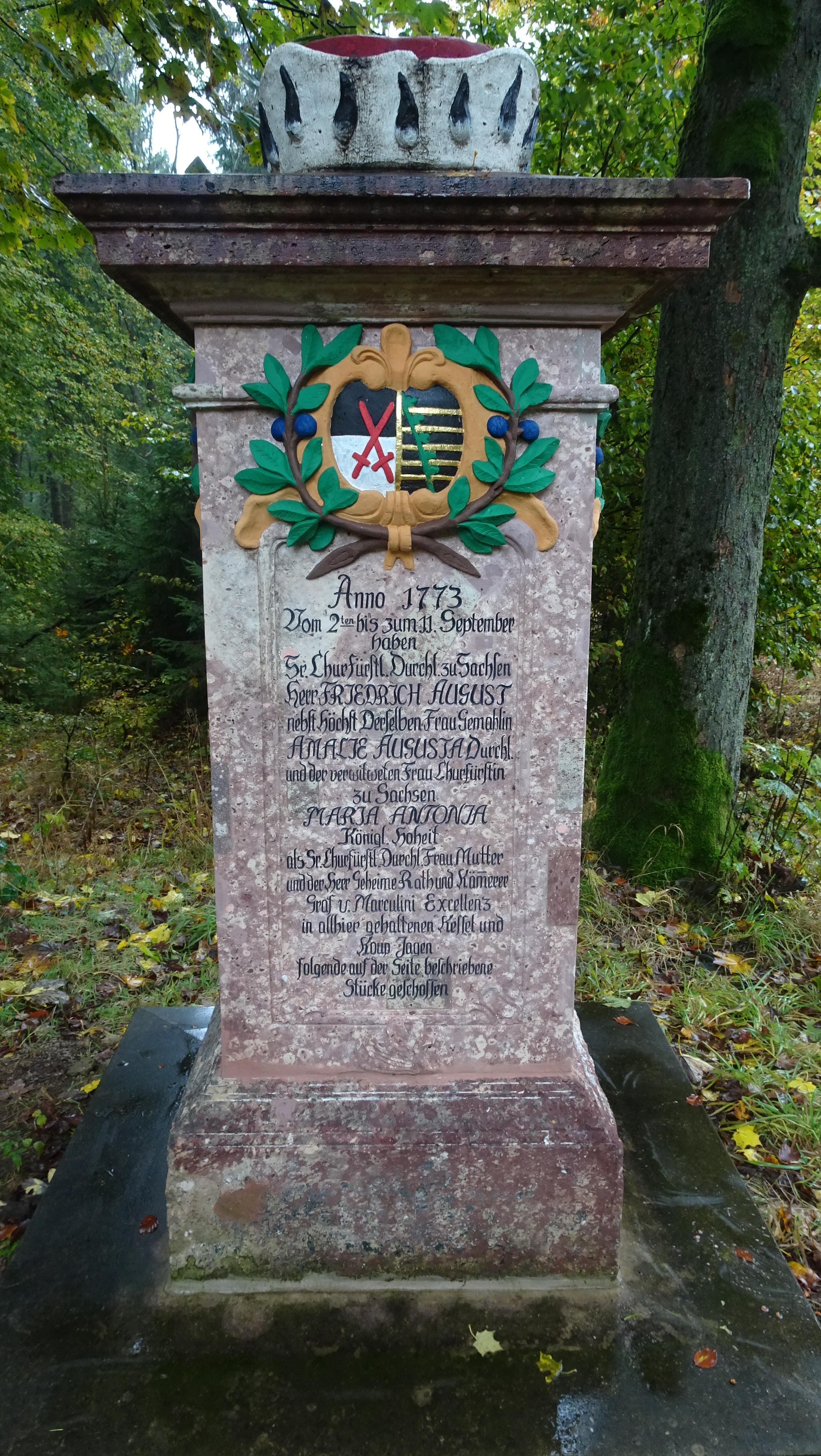
Jagdsäule bei Marienberg, Westseite
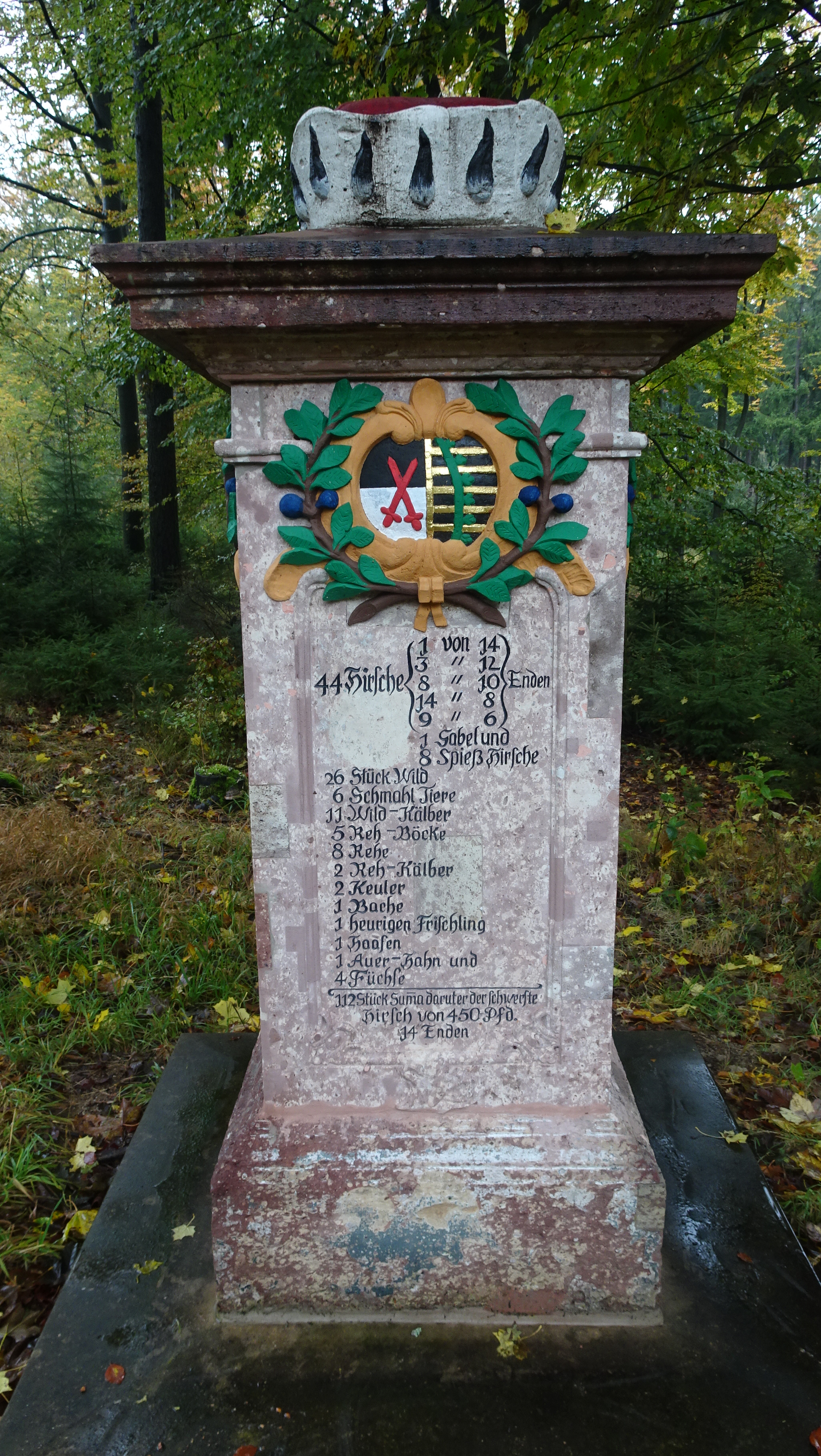
Jagdsäule bei Marienberg, Südseite

| S.G. Hedenus C.F. Pügner J.S. Gander, Adj. J.L. Elingsohr | Oberförster  |
| J.E. Uhlmann J.G.W. Barwaster J.C. Schwartze J.C. Thiele J.G. Richter J.T. Trochnitz C.G. Irmisch J.S. Schoenfelder Adj. J.C. Mathey J.G. Schultze J. Glaeser, Adj. A.O.T.Rupff, Adj. C.C.Müller, Adj. | Förster      |
| J.G. Protze | Brand-Schütz |

| Dieses Jagen haben dirigiret Herr Carl Siegmund v. Schirnding Kamerherr, auch Oberförst. und Wald Meister zu Bärenfelß Herr Carl August v. Schirnding Kamer und Jagd Juncker. Christian Willhelm Pezold Hofjäger. Oberförster u. Förster welcher auch dieses zum Ruhmwürdig- sten Andencken der Hohen Landes Herrschafft, auf seine eigenen Kosten hat aufrichten lassen Erneuert 1904 1927 1956 renovirt 1828 |

| Anno 1773 Vom 2ten bis zum 11. September haben Sr. Churfürstl. Durchl. zu Sachsen Herr Friedrich August nebst Höchst Derselben Frau Gemahlin Amalie Augusta Durchl. und der verwitweten Frau Churfürstin zu Sachsen Maria Antonia Königl. Hoheit als Sr. Churfürstl. Durchl. Frau Mutter und der Geheime Rath und Kammerer Graf v. Marculini Excellenz in allhier gehaltenen Kessel und Koup Jagen folgende auf der Seite beschriebene Stücke geschossen. |

| \| 44 Hirsche \| 1 von 14 3 von 12 8 von 10 14 von 8 9 von 6 \| Enden \|                                                                              |                                             |       |
| 1 Gabel und 8 Spieß Hirsche |                                             |       |
| 26 Stück Wild 6 Schmahl Tiere 11 Wild-Kälber 5 Reh-Böcke 8 Rehe 2 Reh-Kälber 2 Keuler 1 Bache 1 heurigen Frischling 1 Haasen 1 Auer-Hahn und 4 Füchse |                                             |       |
| 112 Stück Summa darunter der schwerste Hirsch von 450 Pfd. 14 Enden                                                                                   |                                             |       |
| 44 Hirsche | 1 von 14 3 von 12 8 von 10 14 von 8 9 von 6 | Enden |

| 44 Hirsche | 1 von 14 3 von 12 8 von 10 14 von 8 9 von 6 | Enden |